# Kaley Fountain
Kaley Fountain (* 1. Juli 1988 in Austin, Texas) ist eine ehemalige US-amerikanische Fußballspielerin.

## Karriere

### Verein
Fountain begann ihre Profikarriere im Jahr 2010 beim WPS-Teilnehmer FC Gold Pride. Nach fünf Einsätzen wechselte sie zum Ligakonkurrenten Atlanta Beat, für den sie in den verbleibenden Saisonspielen ebenfalls fünfmal auflief. Zur Saison 2011 wechselte Fountain zur Franchise der Western New York Flash, der sie auch nach der Auflösung der WPS vor der Saison 2012 treu blieb.
Sie wurde Anfang 2013 beim sogenannten Supplemental-Draft zur neugegründeten NWSL in der sechsten Runde an Position 42 vom Seattle Reign FC verpflichtet, entschied sich jedoch gegen eine Fortsetzung ihrer Karriere in der NWSL.

### Nationalmannschaft
Fountain war Mitglied diverser US-Jugendnationalmannschaften und nahm unter anderem an der U-20-Weltmeisterschaft 2008 teil.